# Giorgio Pichler
Giorgio Pichler, talvolta indicato come Georg Pichler (...) è un ex slittinista italiano, campione mondiale nella specialità del doppio a Girenbad 1961.

## Biografia
Attivo negli anni '50 e nei primi '60, in carriera ha conquistato due medaglie nel doppio ai campionati mondiali di cui una d'oro vinta a Girenbad 1961 in coppia con Carlo Prinoth, e una d'argento ottenuta quattro anni prima nell'edizione di Davos 1957 insieme a Hubert Ebner, mentre nel singolo totalizzò quale miglior piazzamento il 25º posto, raggiunto nella rassegna iridata di Krynica-Zdrój 1958.

## Palmarès

### Mondiali
- 2 medaglie:
  - 1 oro (doppio a Girenbad 1961);
  - 1 argento (doppio a Davos 1957).